# Plaza de toros de Mérida (Yucatán)
La Plaza de toros de Mérida también llamada Monumental de Mérida es una plaza de toros de primera categoría situada en Mérida, en el estado de Yucatán en México.

## Descripción
Tiene un aforo para 5.400 espectadores.

## Historia
Fue inaugurada el 27 de enero de 1929 y promovida por los empresarios Fernando y Antonio Palomeque Pérez de Hermida. La corrida inaugural corrió a cargo de Fermín Espinosa «Armillita» y Luis Freg «Don Valor» con toros de la ganadería Piedras Negras. El 9 de febrero de 1947 actuó por última vez en esta plaza Manolete, siendo ésta su última actuación en México y América. La mayor tragedia registrada en la plaza tuvo lugar en un mitin político del PRI cuando, el 15 de noviembre de 1981, 48 personas murieron aplastadas en una estampida. A lo largo de su historia han actuado las mayores figuras del toreo como Carlos Arruza, Lorenzo Garza, Eloy Cavazos, Manolo Martínez, Curro Rivera, Zotoluco», El Viti, Paco Camino, El Cordobés, El Fandi, Enrique Ponce, Morante de la Puebla y El Juli y Nimeño II.
Para el festejo de los 90 años de la plaza en 2019 se celebró una corrida de toros un mano a mano entre Enrique Ponce y Joselito Adame y toros de la ganadería Marrón.
Entre los últimos triunfos en la plaza señalar las puertas grandes para Colombo y Héctor Gutiérrezz (2022), El Zapata (2019) o El Payo (2018).